# Diocesi di Zama Maggiore
La diocesi di Zama Maggiore (in latino Dioecesis Zamensis Maior) è una sede soppressa e sede titolare della Chiesa cattolica.

## Storia
Zama Maggiore (o Zama Regia), identificata definitivamente nel 2002 con Djama (o Jama) nel governatorato di Siliana in Tunisia, è un'antica sede episcopale della provincia romana dell'Africa Proconsolare, suffraganea dell'arcidiocesi di Cartagine.
Esistevano nell'Africa Proconsolare due diocesi Zamensis. Spesso i vescovi firmavano gli atti dei concili ai quali partecipavano senza specificare ulteriormente la propria sede di appartenenza. Per cui i vescovi attribuiti a questa diocesi, potrebbero appartenere anche all'omonima diocesi di Zama Minore. È il caso del vescovo Marcello, che prese parte al concilio di Cartagine convocato il 1º settembre 256 da san Cipriano per discutere della questione relativa alla validità del battesimo amministrato dagli eretici, e figura al 53º posto nelle Sententiae episcoporum, nelle quali è indicato semplicemente come "vescovo di Zama", senza ulteriori indicazioni.
Diversa invece è la situazione degli altri due vescovi Zamensis noti, soprattutto dopo la pubblicazione dell'edizione critica degli atti della conferenza di Cartagine del 411, a cui presero parte il cattolico Dialogo e il donatista Montano. Montano infatti è indicato come vescovo di Zama Regia, e dichiara di avere come controparte cattolica il vescovo Dialogo, che invece è documentato negli atti solo come "vescovo di Zama" senza ulteriori indicazioni.
Dal XVIII secolo Zama Maggiore è annoverata tra le sedi vescovili titolari della Chiesa cattolica; dal 26 ottobre 2024 il vescovo titolare è Joseph Vũ Công Viện, vescovo ausiliare di Hanoi.

## Cronotassi

### Vescovi
- Marcello ? † (menzionato nel 256)
- Dialogo † (menzionato nel 411)
  - Montano † (menzionato nel 411) (vescovo donatista)

### Vescovi titolari
- Tommaso Giosafat Melina † (28 novembre 1729 - 9 aprile 1731 nominato vescovo di Bova)
- Martin von Neuzelle, O.Cist. † (2 maggio 1732 - ?)
- Alessandro Alessandretti † (18 dicembre 1786 - 27 giugno 1796 nominato vescovo di Macerata e Tolentino)
- Gaetano Maria Avarna † (23 febbraio 1801 - 26 giugno 1818 nominato vescovo di Nicosia)
- Frederic Cao, Sch.P. † (18 giugno 1830 - 27 giugno 1852 deceduto)
- Federico Mascaretti, O.Carm. † (25 novembre 1887 - 11 novembre 1894 deceduto)
- Albino Angelo Pardini, C.R.L. † (22 dicembre 1894 - 5 giugno 1925 deceduto)
- Giovanni Giuseppe Santini, O.F.M.Cap. † (30 luglio 1925 - 20 giugno 1940 deceduto)
- Eliseo Maria Coroli, B. † (10 agosto 1940 - 29 luglio 1982 deceduto)
- Geraldo Nascimento, O.F.M.Cap. † (10 settembre 1982 - 6 novembre 2022 deceduto)
- Joseph Vũ Công Viện, dal 26 ottobre 2024